# Sour Candy
 (février 2025).
Sour Candy est une chanson de l’artiste américaine Lady Gaga en collaboration avec le groupe coréen, Blackpink, pour son sixième album studio « Chromatica ».